# Константиновское артиллерийское училище
Константи́новское артиллери́йское учи́лище — военно-учебное заведение Российской императорской армии, готовившее офицеров артиллерии, располагавшееся в городе Санкт-Петербурге по адресу Московский проспект, дом № 17.

## Дворянский полк

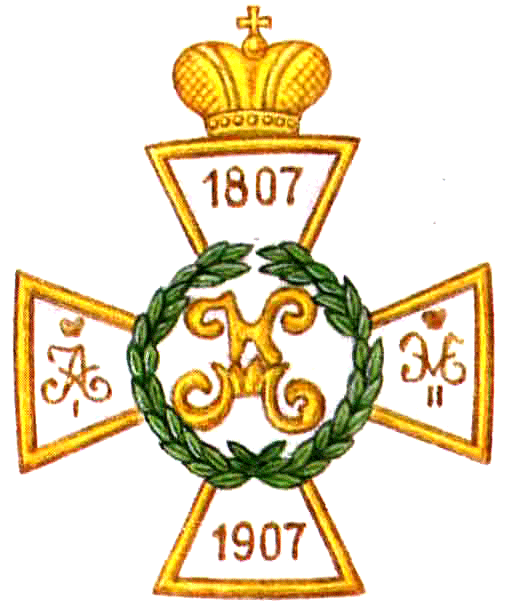
Нагрудный знак выпускника-константиновца

В 1807 году при 2-м кадетском корпусе на Спасской улице создан Волонтёрный Корпус. Начальником был назначен командир гренадерской роты 2-го кадетского корпуса майор Ф. Г. Гольтгойер (1771—1848). Первым шефом Волонтёрного корпуса был цесаревич Константин Павлович. В 1808 году Волонтёрный корпус переименован в Дворянский полк, состоявший из двух батальонов четырёхротного состава. Командиром 1-го батальона был назначен майор Гольтгойер, 2-го батальона — майор Энгельгарт. Общее командование полком возложено на директора 2-го кадетского корпуса генерал-майора А. А. Клейнмихеля.
В 1811 году при Дворянском полку сформирован Дворянский кавалерийский эскадрон на 110 человек. В течение 1812 года состоялось 15 выпусков; было произведено в офицеры 1148 воспитанников.
В 1832 году Дворянский полк был отделён от 2-го кадетского корпуса и превращён в самостоятельное учебное заведение. Полку назначен штат в 1000 воспитанников (2 батальона по 500 человек). Командиром полка назначен бывший командир батальона генерал-майор Х. И. Вилькен.

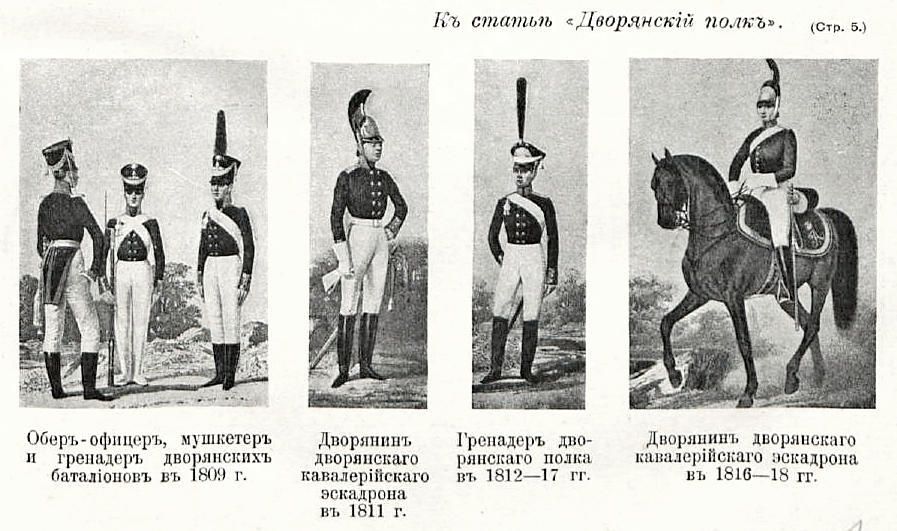
Рисунки из статьи «Дворянский полк» «Военной энциклопедии»

В 1837 году отстроено новое здание училища. Полк был разделён на 40 классов. Учебный процесс разделён на два курса: общий (4 года) и специальный (2 года). В том же 1837 году в составе Дворянского полка было сформировано семь гренадерских рот (по числу губернских кадетских корпусов) и 8-я рота кандидатов со стороны, поступивших после сдачи соответствующих экзаменов. Первые два выпуска кадет из губернских корпусов состоялись в 1839 и 1840 году.
В 1842 году батальоны переформированы в одну гренадерскую и три дворянских роты. Кадет, поступивших из губернских корпусов, распределяли по всем ротам без различия.
С 1851 года полк перестал принимать абитуриентов со стороны и полностью перешёл на комплектование выпускниками губернских кадетских корпусов.
7 апреля 1852 года в полку учреждён 3-й специальный класс, подразделявшийся на три отделения: артиллерийское, инженерное и Генерального штаба, — чтобы предоставить возможность воспитанникам, которые по молодости лет не могли быть выпущены в офицеры после двухлетнего обучения, получить более солидную научную подготовку, окончить курс и поступить на службу офицерами в специальные войска. Выпускники второго специального класса выходили в пехотные, реже в сапёрные и артиллерийские части.

## Константиновское училище

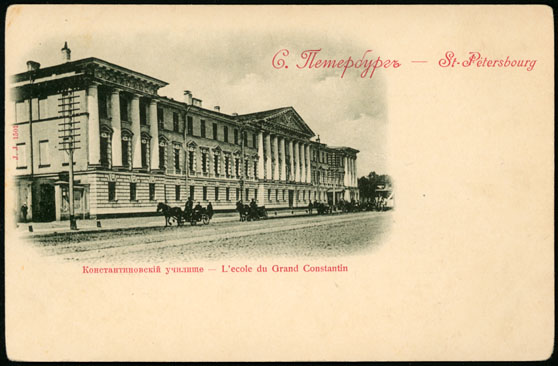

17 апреля 1855 года Дворянский полк был переименован в Константиновский кадетский корпус, в честь первого шефа — Великого князя Константина Павловича. Корпус состоял из двух батальонов по 4 роты в каждом. В корпусе были общие и 3 специальных класса. В 3-й специальный класс переводились лучшие из выпускников 2-го специального класса.
В 1857 году корпус перевели в здание бывшего Павловского кадетского корпуса (Московский проспект, 17). Дворянам с высшим образованием было разрешено поступать в корпус на курс военных наук.
Приказом военного министра № 112 от 14 мая 1859 года корпус был переименован в Константиновское военное училище. Воспитанники училища назывались юнкерами и находились на полном казённом содержании. Юнкерам дали красные погоны.
В 1862 году третьи специальные классы всех кадетских корпусов Санкт-Петербурга переведены в Константиновское военное училище.
До 1863 года Константиновское училище было единственным военным училищем в Российской империи.
В 1863 году переименовано во 2-е военное Константиновское училище со штатом в 300 юнкеров.
8 ноября 1864 года шефом училища назначен Великий князь Михаил Николаевич, он был им до своей кончины в 1909 году.
В 1894 году, на основании Приказа по военному ведомству № 140, училище было переформировано в Константиновское артиллерийское училище (две учебных батареи по 225 юнкеров и 8 орудий в каждой) с двухлетним обязательным обучением и последующим выпуском подпоручиками в артиллерию, а также дополнительным курсом для подготовки 35-ти наиболее успешных юнкеров к поступлению в Михайловскую артиллерийскую академию. Первым начальником училища стал полковник В. Т. Чернявский, бывший командир учебной батареи Михайловского артиллерийского училища.
16 февраля 1907 года принято высочайшее решение о передаче училищу двух знамён Дворянского полка, хранившихся с 1814 года в Стрельнинской церкви дворца великого князя Дмитрия Константиновича.
В марте 1907 года в ознаменование 100-летнего юбилея училища император Николай II вручил обеим учебным батареям серебряные трубы с надписью «1807-1832-1855-1859-1894-1907» и с бантом из орденской Андреевской ленты. Первая учебная батарея получила официальное наименование «1-я Его Императорского Высочества Великого Князя Михаила Николаевича батарея»; 14 марта 1907 года император Николай II зачислил себя и наследника цесаревича в списки училища.
В 1908 году срок обучения был увеличен до 3-х лет.
Высочайшим приказом от 30 июля 1914 года училищу пожаловано шефство Наследника Цесаревича Алексея Николаевича.
Юнкера изучали, главным образом, точные науки: математику, аналитическую геометрию, дифференциальное и начало интегрального исчислений, физику, химию, механику, черчение. Кроме того, они обучались пешему и конному строю, уставам, гимнастике, верховой езде и фехтованию. В лагерях проходили практический курс стрельбы и топографической съёмки с решением тактических задач.
Осенью 1914 года училище перешло на ускоренную 6-8-месячную программу подготовки офицеров-артиллеристов (офицеры выпускались в чине прапорщика). В училище принимали молодёжь призывного возраста со средним, неоконченным высшим и высшим образованием; с фронта в училище направляли вольноопределяющихся из артиллерийских частей.

### Знаки различия
| Описание     | Знаки различия образца 1899 года | Знаки различия образца 1899 года | Знаки различия образца 1899 года | Знаки различия образца 1899 года | Знаки различия образца 1899 года | Знаки различия образца 1899 года | Знаки различия образца 1899 года |
| ------------ | -------------------------------- | -------------------------------- | -------------------------------- | -------------------------------- | -------------------------------- | -------------------------------- | -------------------------------- |
| Погоны       |                                  |                                  |                                  |                                  |                                  |                                  |                                  |
| Чин / звание | Генерал-майор                    | Полковник                        | Подполко́вник                     | Капитан                          | Штабс-капитан                    | Пору́чик                          | Подпору́чик                       |
| Группа       | Генералы                         | Штаб-офицеры                     | Штаб-офицеры                     | Обер-офицеры                     | Обер-офицеры                     | Обер-офицеры                     | Обер-офицеры                     |

| Описание            | Знаки различия образца 1899 года | Знаки различия образца 1899 года                                         | Знаки различия образца 1899 года                                                                      | Знаки различия образца 1899 года | Знаки различия образца 1899 года     |
| ------------------- | -------------------------------- | ------------------------------------------------------------------------ | --- | -------------------------------- | ------------------------------------ |
| Погоны юнкеров      |                                  |                                                                          | |                                  |                                      |
| Звание              | Фельдфебель                      | Взводный портупей-юнкер                                                  | Портупей-юнкер                                                                                        |                                  | Юнкер                                |
| Погоны нижних чинов |                                  |                                                                          | |                                  |                                      |
| Звание              | Фельдфебель                      | Старший фейерверкер, Нестроевой старшего разряда, Писарь старшего оклада | Младший фейерверкер, Нестроевой старшего разряда, Писарь среднего оклада, Младший/батарейный фельдшер | Бомбардир                        | Канонир, Нестроевой младшего разряда |
| Группа              | Унтер-офицеры                    | Унтер-офицеры                                                            | Унтер-офицеры                                                                                         | Солдаты                          | Солдаты                              |

#### Другие знаки различия образца 1899 г.

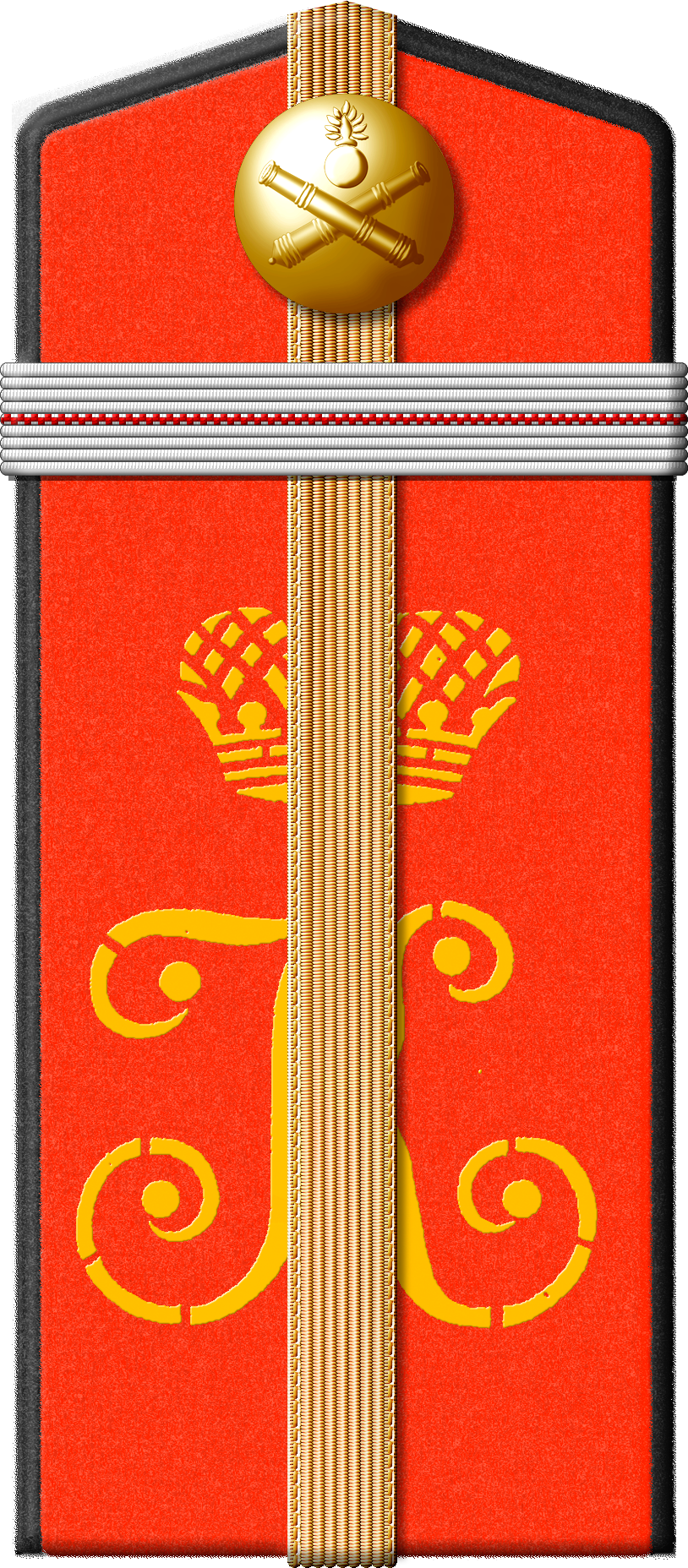
«Бомбардир-наводчик»
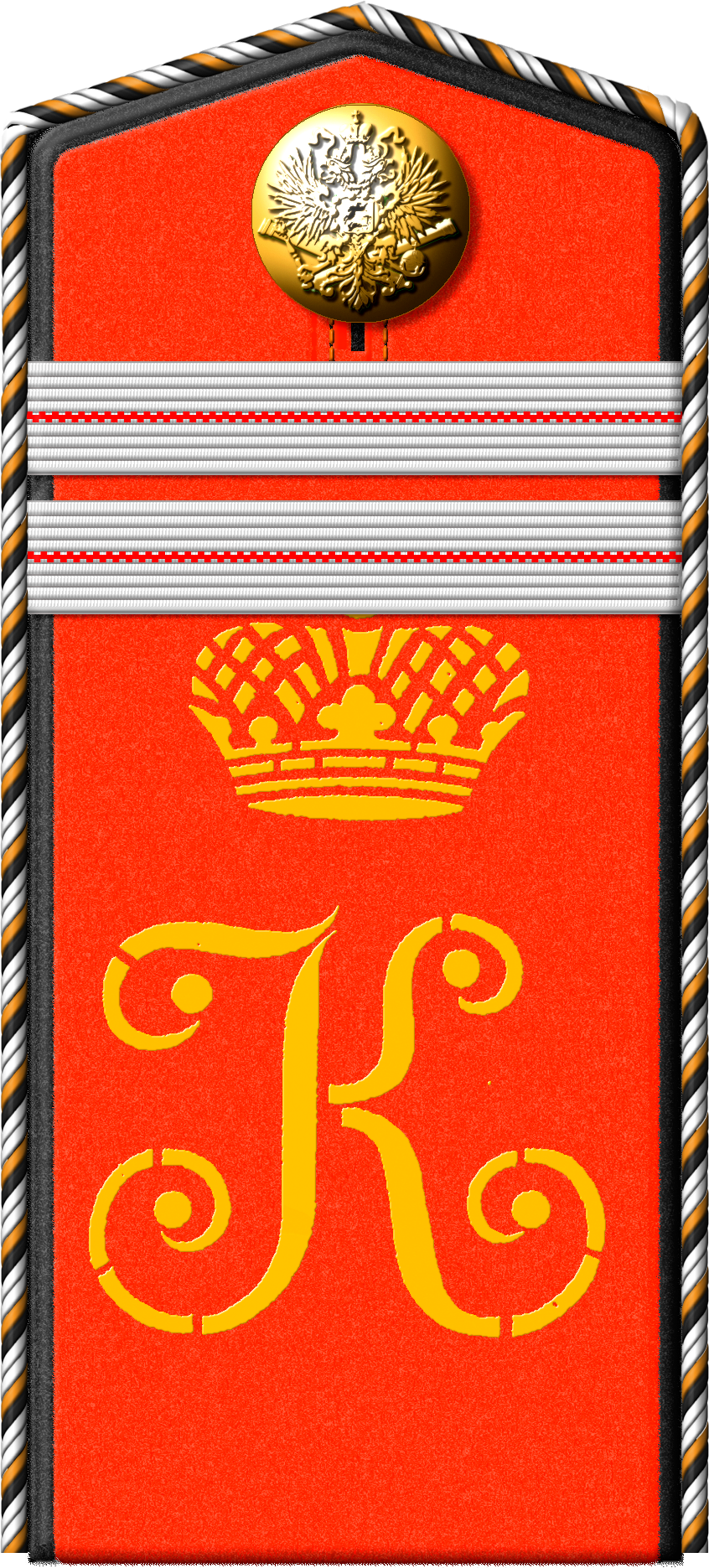
«Младший/батарейный фельдшер», окончивший военно-фельдшерскую школу (погон обр. 1910 г.)
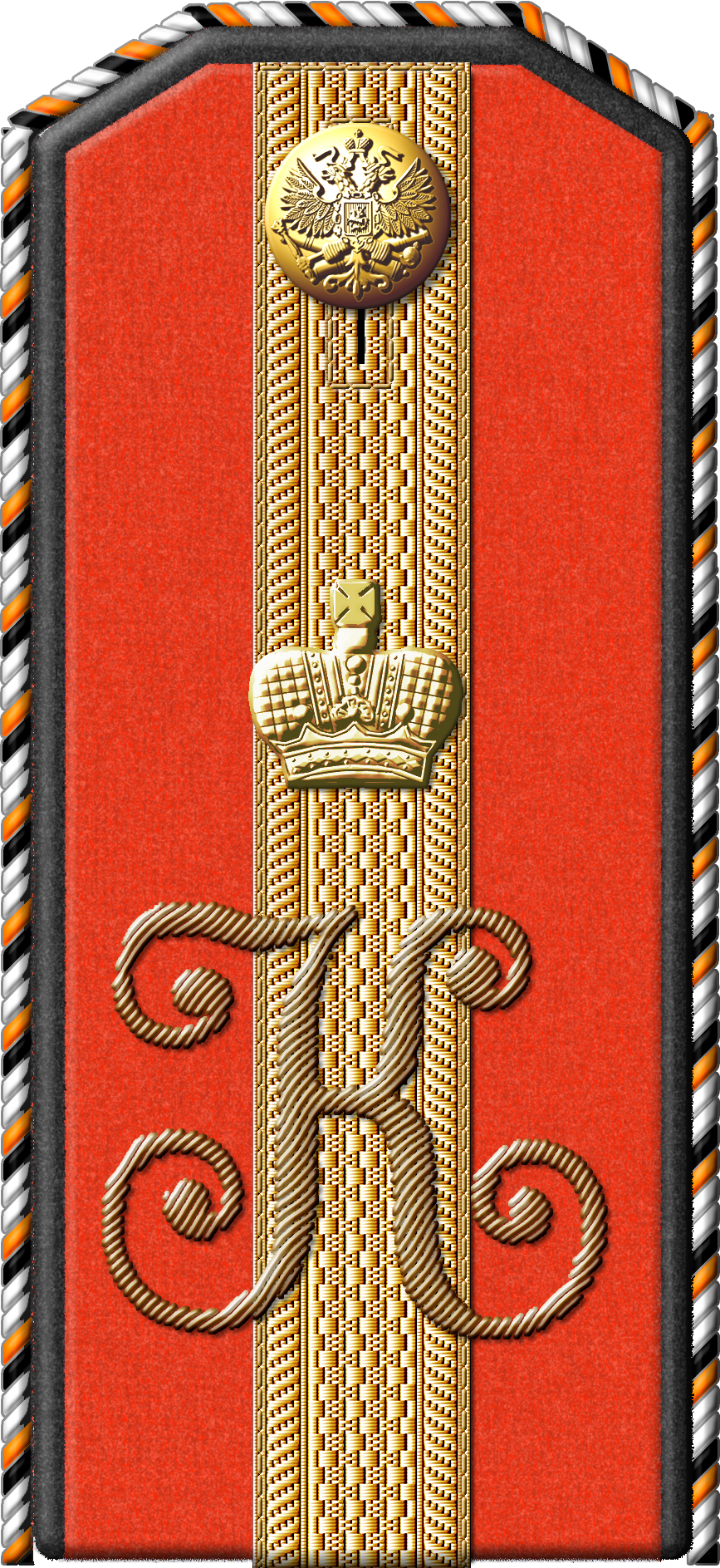
«Старший фельдшер, кандидат на классную должность», окончивший военно-фельдшерскую школу (погон обр. 1910 г.)

### Начальники училища
- 04.1807 — ? — майор Гольтгоер, Фёдор Григорьевич (заведующий)
- 1808—1815 — генерал-майор Клейнмихель, Андрей Андреевич
- 1815—1832 — полковник (с 1816 генерал-майор, с 1828 генерал-лейтенант) Маркевич, Андрей Иванович
- 1832—1834 — генерал Вилькен, Христиан Иванович
- 8.03.1834 — 1847 — генерал-майор Пущин, Николай Николаевич
- 9.10.1847 — 1849 — генерал-майор Грессер, Пётр Александрович
- 18.11.1849 — ? — генерал-майор Воронец, Яков Владимирович
- до 26.03.1862 — хх.хх.1866 — генерал-майор (с 30.08.1864 генерал-лейтенант) Кинович, Павел Петрович
- хх.хх.1866 — 26.04.1874 — полковник (с 20.05.1868 генерал-майор) Гакман, Юлиус Иванович
- 06.05.1874 — 1876 — полковник Кондзеровский, Константин Дмитриевич
- 28.08.1881 — 20.11.1886 — генерал-майор Анчутин, Пётр Николаевич
- 20.11.1886 — 02.05.1891 — генерал-майор (с 30.08.1887 генерал-лейтенант) Водар, Александр Карлович
- 03.08.1894 — 04.10.1903 — полковник (с 06.12.1899 генерал-майор) Чернявский, Василий Тимофеевич
- 31.10.1903 — 05.04.1907 — генерал-майор Атабеков, Андрей Адамович
- 10.04.1907 — 01.07.1914 — генерал-майор (с 1910 генерал-лейтенант) Похвиснев, Эммануил Борисович
- 01.01.1919 — 04.04.1920 — генерал-майор Калачев, Николай Христофорович

### Выпускники по годам
- Из Дворянского полка (1807—1854) — 13519 чел

Выпускники Дворянского полка
- Из Константиновского кадетского корпуса (1855—1859) — 1098 чел.
- Из Константиновского военного училища (1860—1863) — 519 чел.
- Из 2-го Военного Константиновского училища (1864—1894) — 4455 чел.
- Из Константиновского Артиллерийского училища (1895—1916) — 4544 чел.

Выпускники Константиновского артиллерийского училища

### Училищные прозвища и дразнилки
Юнкеров-константиновцев юнкера иных училищ звали «констапупами», а чёрную выпушку на их погонах объясняли «трауром по пехоте», намекая этим что Константиновское училище было рождено из «Дворянского полка», который считался пехотным. <!--:37--> Также о них была сочинена такая песенка-«журавель»::37:99
— Кто невежлив, глуп и туп?

— Это юнкер констапуп…

## Военные учебные заведения Красной, Советской и российской армии
6 (19) ноября 1917 года училище было расформировано. Многие юнкера-константиновцы нелегально отправились на Дон и присоединились к Алексеевской организации, в декабре 1917 года переименованной в Добровольческую армию. Константиновское училище, среди прочих военных учебных заведений России, дало зарождающемуся Белому делу на Юге России наибольшее число участников — около 200 юнкеров прибыло на Дон осенью-зимой 1917-18 гг.:28
В 1918 году в Петрограде на основе Константиновского училища были открыты красные Вторые Петроградские советские артиллерийские курсы РККА. С 1920 года курсы стали именоваться Первой Петроградской артиллерийской школой командного состава.
В марте 1937 года школа преобразована в училище и стала называться 1-е Ленинградское артиллерийское училище имени Красного Октября. В 1968 году училище было преобразовано в Ленинградское высшее артиллерийское командное училище (ЛВАКУ) с четырёхлетним сроком обучения.
В 1993 году на базе ЛВАКУ был сформирован Санкт-Петербургский кадетский ракетно-артиллерийский корпус.